# Вили и Хелга Феркауф-Верлон (награда)
Литературната награда „Вили и Хелга Феркауф-Верлон“ (на немски: Willy und Helga Verkauf-Verlon Preis) е австрийско отличие, спонсорирано от художника и писател проф. Вили Феркауф и съпругата му за антифашистка австрийска публицистика. Присъжда се от Документалния архив на австрийското съпротивително движение.
Наградата е на стойност 2000 €.

## Носители на наградата (подбор)
- 2004: Герхард Рот
- 2005: Роберт Шиндел
- 2007: Дорон Рабиновичи
- 2009: Кристине Ньостлингер
- 2014: Ерих Хакл
- 2015: Мая Хадерлап